# Соколики (станція)
Соко́лики — проміжна залізнична станція Львівської дирекції Львівської залізниці на електрифікованій лінії Самбір — Чоп між станціями Яблонка (9 км) та Сянки (10 км). Розташована у Самбірському районі Львівської області, поблизу колишнього лемківського села Соколики, виселеного у 1945—1946 роках, від назви якого і походить станція. Нині невелике селище при залізничній станції.

## Історія
Станція відкрита 24 серпня 1905 року в складі другої черги будівництва залізничної лінії Самбір — Сянки між зупинними пунктами Турочки та Беньово.
У 1968 році станція електрифікована постійним струмом (=3 кВ) в складі дільниці Самбір — Чоп (завдовжки 218 км).

## Пасажирське сполучення
На станції Соколики зупиняються приміські електропоїзди сполученням Львів — Сянки.